# Svätoplukovo
Svätoplukovo é um município da Eslováquia, situado no distrito de Nitra, na região de Nitra. Tem 13,9 km² de área e sua população em 2018 foi estimada em 1.337 habitantes.

## Demografia
| Ano:        | 1994 | 2004   | 2014   | 2024    |
| ----------- | ---- | ------ | ------ | ------- |
| Broj ljudi: | 1275 | 1308   | 1331   | 1469    |
| Razlika:    |      | +2,58% | +1,75% | +10,36% |

| Ano:               | 2023 | 2024   |
| ------------------ | ---- | ------ |
| Número de pessoas: | 1473 | 1469   |
| Diferença:         |      | -0,27% |